# Брячислав (фрегат)
«Брячисла́в» — 44-пушечный парусный фрегат русского флота. Был заложен 18 (29) июня 1784 года на Соломбальской верфи Архангельска, спущен на воду 15 (16) мая 1785 года, вошёл в состав Балтийского флота. Принимал участие в Русско-шведской войне 1788—1790 годов и войне с Францией 1792—1797 годов.

## Тип «Брячислав»
Брячислав — серия из восьми 44-пушечных фрегатов, которые строились в конце XVIII века на Соломбальской верфи русским кораблестроителем М. Д. Портновым. Корабли относились к классу 44-пушечных фрегатов, однако фактически они вооружались 38—40 орудиями. Главные размерения фрегатов составляли 43×11,7×4 метра, экипаж — 330/240 человек.

## История службы
В июле-августе 1785 года корабль с отрядом перешёл из Архангельска в Кронштадт, а в следующем году находился в практическом плавании в Финском заливе. В 1787 году выходил в Финский залив с кадетами и гардемаринами. 20 декабря фрегат был зачислен в Средиземноморскую эскадру.
30 июня 1788 года с эскадрой адмирала С. К. Грейга фрегат вышел на поиск судов противника. 6 июля «Брячислав» принял участие в Гогландском сражении, находясь в кордебаталии. После сражения фрегат с эскадрой ходил в крейсерство у Сомерса и Свеаборга. В сентябре-октябре 1788 «Брячислав» ходил из Ревеля в Копенгаген, доставляя приказы эскадре вице-адмирала Фондезина, а 13 октября вернулся на Ревельский рейд.
15 июля 1789 года фрегат принимал участие в Эландском сражении, после чего крейсировал в районе островов Эланд, Готланд, Борнгольм и мыса Дагерорт.
23—24 мая 1790 года «Брячислав», находясь в кордебаталии, участвовал в Красногорском сражении, а 22 июня — в Выборгском сражении. В 1791 году корабль вернулся на Кронштадтский рейд, где использовался для обучения экипажа.
После 1797 года корабль в море не выходил, стоя в порту Кронштадта. В 1804 году он был разобран.

## Командиры
Командиром корабля служили:
1. 1785 — А. Г. Баранов
2. 1786—1787 — И. И. Лотырев
3. 1788 — капитан-лейтенант Д. Н. Сенявин
4. 1789—1791 — Ф. Я. Ломен
5. 1793 — А. С. Аплечеев
6. 1795 — А. И. Элиот
7. 1796—1797 — Д. А. Игнатьев
8. 1799 — П. М. Курганов